# 발트 독일인
발트 독일인들은 발트해의 동안(東岸), 곧 오늘날 에스토니아와 라트비아 일대에 거주하는 독일 민족 인구를 말한다. 독일어 화자 인구는 중세 후기부터 이 지역에 들어와 살기 시작하였다. 초기에 상인이나 성직자로 유입된 독일계 인구는 다수 민족은 아니었으나 이 지역의 역사에서 중요한 부분을 차지했고, 대북방 전쟁 이후 리보니아 영토를 러시아 제국이 획득하자 지배층인 발트 귀족들은 러시아 제국에서도 엘리트층에 편입되어 군사, 정치, 문화에 영향을 끼쳤다. 특히 발트 독일인이 상트페테르부르크에서 점하던 높은 지위가 잘 알려져 있다. 그러나 2차 대전 이후 1945년 독일인 대량 추방이 일어나며 이 지역의 독일계 인구는 대부분 독일로 강제 이주되었고, 발트 독일인은 독자적인 민족 집단으로서는 거의 해체되었다.

## 역사
발트 독일인들의 역사는 12세기 때 발트 지방으로 선교사를 활동하던 시절로 거슬러 올라갈 수 있다. 발트 독일인들은 발트족, 핀족 주민들과 구별되었고, 거주 준비가 되었다. 1199년 독일인들이 발트 지방에 규칙적으로 정착할 시점 알베르트 폰 북소에베덴 때 비숍의 리보니아가 선택되었다.
발트 독일인들은 역사적으로 에스토니아(탈린(독일명 'Reval(라발)'), 타르투(독일명 'Dorpat(도르파트)'), 리보니아, 사레마섬(독일명 'Ösel(외셀)'), 히우마섬(독일명 'Dagö(다괴)')), 라트비아(리가, 리보란드, 쿠를란트), 리투아니아에 거주하여 왔다. 그러나 1945년 전후로 대부분이 독일이나 시베리아, 중앙아시아로 추방되었다.

## 문화
문화적으로 보면 발트 독일인들은 대부분이 독일어를 쓰고 있으나, 러시아에 거주하는 인구는 19세기 제정 러시아의 영향과 1945년 소련의 영향으로 대부분 러시아어를 할 줄 안다. 대부분이 개신교를 믿고 일부는 러시아 정교회를 믿는다.

## 같이 보기
- 쿠를란트
- 리보니아
- 북방십자군